# Заслуженный технолог РСФСР
Заслуженный технолог РСФСР — почётное звание РСФСР, присваивавшееся работникам конструкторских и технологических организаций, научно-исследовательских учреждений, производственных и научно-производственных объединений и предприятий за выдающийся вклад в разработку и внедрение принципиально новой высокоэффективной техники и технологии, отвечающих по своим технико-экономическим показателям высшему мировому уровню.
Установлено 12 ноября 1985 года Указом Президиума Верховного Совета РСФСР № 1754-XI "Об установлении почётных званий «Заслуженный конструктор РСФСР» и «Заслуженный технолог РСФСР». Упразднён 30 декабря 1995 года Указом Президента РФ № 1341 «Об установлении почётных званий Российской Федерации, утверждении положений о почётных званиях и описания нагрудного знака к почётным званиям Российской Федерации».
После апреля 1992 года в связи с изменением наименования государства с «Российская Советская Федеративная Социалистическая Республика» на «Российская Федерация» (см. Закон РСФСР от 25 декабря 1991 года № 2094-I и Закон Российской Федерации от 21 апреля 1992 года № 2708-I) в названиях всех почётных званий наименование «РСФСР» было заменено словами «Российской Федерации».
4 февраля 1992 года были произведены последние присвоения звания «Заслуженный технолог РСФСР».